# Provincie Kaga

Mapa japonských provincií se zvýrazněnou provincií Kaga

Provincie Kaga (japonsky: 加賀国; Kaga no kuni) byla stará japonská provincie jejíž území dnes tvoří jižní část prefektury Išikawa. Kaga sousedila s provinciemi Ečizen, Eččú, Hida a Noto. Byla součástí administrativního okruhu Hokurikudó.
V roce 1488 Ikkó-ikki, militantní stoupenci Pravé sekty, porazili šugo (hejtmana) provincie Kaga Masačiku Togašiho a získali vojenskou kontrolu nad provincií na následujících sto let.
V roce 1583 Hidejoši Tojotomi připojil provincii Kaga k území Tošiie Maedy jako výraz vděčnosti za jeho služby při tažení proti Kacuie Šibatovi a přikázal mu, aby přenesl své sídlo do Ojama Gobó (尾山御坊). To Tošiie přejmenoval na Kanazawa a jeho potomci odtud až do roku 1868 vládli celému svému lénu (han), které zahrnovalo i provincii Kaga.